# Porcelaine crible
Cribrarula cribraria
Espèce
Synonymes
- Cypraea cribraria Linnaeus, 1758

La Porcelaine crible (Cribrarula cribraria) est une espèce de mollusques gastéropodes appartenant à la famille des Cypraeidae.

## Description et caractéristiques
- Taille : généralement comprise entre 20 et 32 mm (maximum 40 mm).
- Robe : de couleur orange-marron ou noisette avec des points blancs.

Il s'agit d'une porcelaine assez commune. Cependant certaines variantes Niger ou rostrées peuvent atteindre des cotes très élevées chez les collectionneurs.

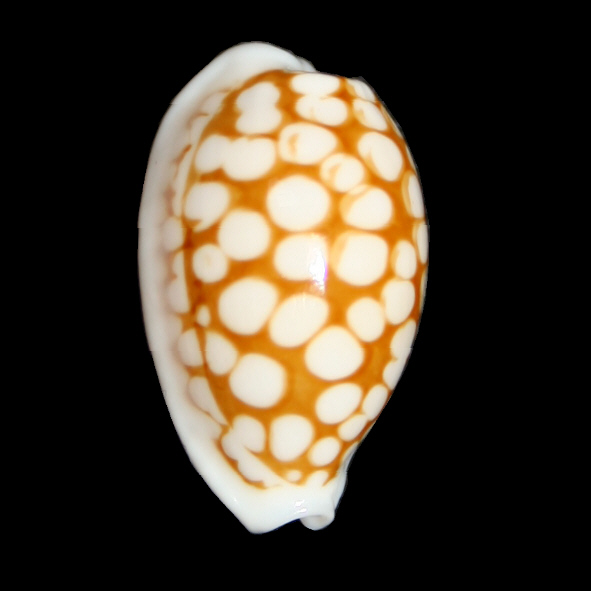
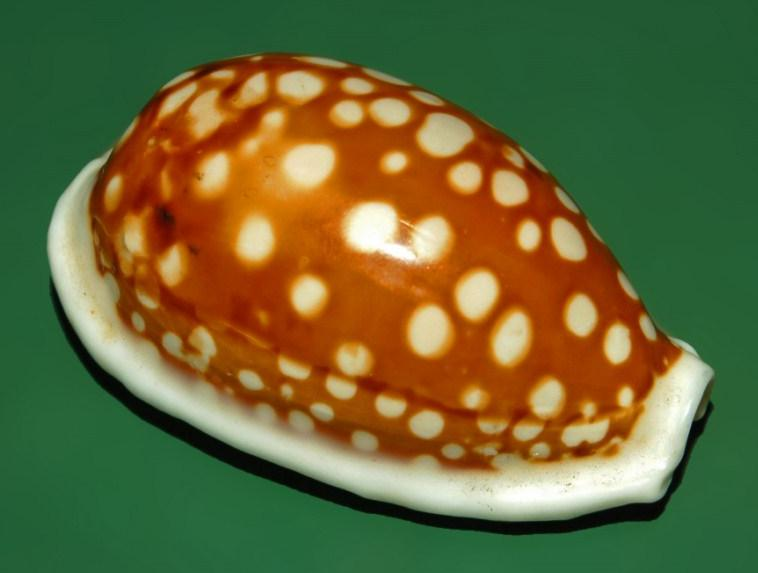

## Habitat et répartition
On trouve cette espèce dans l'océan Indien et l'ouest de l’océan Pacifique, principalement dans les récifs de corail.

## Sous-espèces
Selon World Register of Marine Species (26 mars 2016) :
- sous-espèce Cribrarula cribraria abaliena Lorenz, 1989
- sous-espèce Cribrarula cribraria australiensis Lorenz, 2002
- sous-espèce Cribrarula cribraria comma (Perry, 1811)
- sous-espèce Cribrarula cribraria ganteri Lorenz, 1997
- sous-espèce Cribrarula cribraria gaspardi Biraghi & Nicolay, 1993
- sous-espèce Cribrarula cribraria melwardi (Iredale, 1930)
- forme Cribrarula cribraria f. zadela Iredale, 1939

## Philatélie
Ce coquillage figure sur une émission de Nouvelle-Calédonie de 1970 (valeur faciale : 10 F).

## Source
- Arianna Fulvo et Roberto Nistri (2005). 350 coquillages du monde entier. Delachaux et Niestlé (Paris) : 256 p.  (ISBN 2-603-01374-2)